# サブフライトシステム
サブフライトシステムとは、アニメ作品の『ガンダムシリーズ』に登場する、モビルスーツ（MS）を搭載して飛行する架空の航空機の総称である。略称はSFS（Sub Flight System）。

## 概要
サブ・フライト・システム（SFS）は、MSを搭載して基地や拠点施設から戦闘区域まで輸送し、時にそのまま空戦を行うための、いわば空中版の騎兵の騎馬のような役割をする航空機である。
形状は主に全翼機型で、上面にMSの足が固定できるようにフットレストや溝が作られている場合が多い。当然ながら、MSの重量に耐えられる機体構造と余剰揚力、さらには機体上でのMSの動作に対する飛行安定性が必須となる。
例えば地上において、MS単体では搭載する推進剤・歩行能力等の限界から行動範囲や移動速度が限定されてしまうが、SFSを使用することによって推進剤等を節約でき、迅速にMSを戦闘区域まで送り届けられる。宇宙空間においても、MSが母艦から戦闘空域に到着するまでの、MS本体の消耗を減らす役割を担っている。さらに、輸送機のように「格納」するのではなく、あくまでSFSの上に乗せているだけのため、MSの搭載火器を利用して空戦を行うことも可能である。
熟練したパイロットの中には、MSをSFSより離脱（ジャンプ）させ、攻撃してからまたSFSに戻る（乗り直す）などの超高等戦術を行う者もいる。これは極めて極端な例ではあるが、SFSはMSと共に使用して、初めて効果的に運用しうるものである。
また、可変モビルスーツ（TMS）の中にはモビルアーマー形態を取っている際、他のMSを搭載、または掴まらせて移動を助けることが可能な機種があり（Ζガンダム等）これをSFS的な運用と解釈することもできる。

## 各作品世界におけるサブフライトシステム

### 宇宙世紀シリーズ
サブ・フライト・システムとしての最初の機体は、「一年戦争」時（『機動戦士ガンダム』）に登場する「要撃爆撃機 ドダイYS」だとされている。ザクやグフなど、飛行能力を持たない、地上での移動に制限を受けるMSを搭載して輸送するのに使われた。また『ガンダム』本編の第23話ではグフを搭載して対地攻撃を行っており、以後のガンダムシリーズではSFSは輸送よりも正面戦闘に多用されている。
テレビシリーズでは、ドダイYS登場以前の第15話で、小型偵察機ルッグンが主翼に自分より巨大なザクをぶら下げて離れ小島まで飛行するシーンがある。また、同じくテレビシリーズのみに登場したGファイターはガンダムを支援する専用の大型戦闘機であるが、機体上部にガンダムを乗せて飛行したこともあり、地球連邦軍における、SFSの先駆けと見ることもできる。Gスカイも同様の運用が可能だが、このシーンはGスカイのサイズが設定より大きく描かれている(コア・ファイターの部分がガンダムが乗れるほどの大きさになっている)。『機動戦士ガンダム THE ORIGIN』では、Gファイターに代わって、コア・ブースターが、ガンダムやGMのSFSの役目を果たしている。これら一年戦争当時の機体は、いずれも有人操縦だった。
その後、プラモデル用企画『MS-X』にてスキウレ、スクートなどの移動砲台や、Gアーマーを発展させたガンキャリーなど、後のSFSの範疇に収まる何種類かのオプション兵装が用意された。
グリプス戦役（『機動戦士Ζガンダム』）の頃にはSFSはほぼ一般化し、MSを用いた戦術の一端を担う存在として成熟している。大気圏内用のドダイ改、ベースジャバー、フライングアーマー、宇宙用のゲター、シャクルズ（SFSというよりは増速用ブースターとする見方もある）の他、エゥーゴ所属のTMS・Ζガンダムがウェイブライダー形態でMSを搭載し、大気圏突入を敢行した事例も見られた（この時は百式を搭載した。後の第一次ネオ・ジオン抗争でもキュベレイMk-IIを搭載している）。また、MS側からのSFSの操縦が可能となり、以降の時代ではほぼ無人で運用されるが、有人での操縦も可能なようにコクピットが設置されている機体や、MSの代わりに大型コンテナを搭載した有人輸送機型も存在している。
第二次ネオ・ジオン抗争（『機動戦士ガンダム 逆襲のシャア』）の頃になると、ベースジャバーやシャクルズのようなSFSに対する総称として、「下駄（ゲタ）」という愛称がパイロットの間に広まっているという描写が登場する。語源は日本の履物である下駄にあるらしいが、そのことを知らずにそう呼んでいるパイロットが大半であるとされる。劇中ではベースジャバーをミサイルのように質量兵器として敵にぶつける戦法が披露された。また、後年の『機動戦士ガンダムUC』でも同様に、宇宙用のベースジャバー（89式ベースジャバー）を「ゲタ」という通称で呼んでいる描写が登場する。
小説版『ガンダムUC』には「エルキャック（LCAC）」と呼ばれるエア・クッション型揚陸艇が水上・陸上両用型のMS輸送艇として登場している。
ザンスカール戦争（『機動戦士Vガンダム』）で登場したアインラッドとツインラッドは、攻防の両面で能力を発揮する上、地形を問わずに運用できるという優秀な兵器であった。戦闘中に敵に奪われることがあったため、背中から伸びたアームの先にアインラッドを取り付け、非使用時には折り畳んで持ち運べるようにしたMSも開発されている。この時代には、ビーム・ローターやミノフスキー・フライト等の普及により、MS単独での飛行能力も既に実用レベルにまで達していたが、リガ・ミリティア側では従来型のSFSの延長線上の機体であるセッターが運用されている。
- ドダイYS
- ドダイ改
- ベースジャバー
- フライングアーマー
- ゲター
- シャクルズ
- エルキャック
- ギャルセゾン
- ケッサリア
- ノッセル
- セッター
- アインラッド
- ツインラッド

### 『機動武闘伝Gガンダム』
『機動武闘伝Gガンダム』では作品の性質上、使用頻度こそ多くないものの、モビルファイター輸送用のカプセルであるブッドキャリアーがSFSとしての機能を持つ。
また、サーフボードのように搭乗し、SFSとして使用可能なシールドを持つガンダムマックスター、台座のような形態に変形することで大気圏突破すら可能とさせる強力なSFSとなる風雲再起が存在する。

### 『機動戦士ガンダムSEED』
『機動戦士ガンダムSEED』では、ザフト軍の大気圏内用無人SFSとしてグゥルが開発されており、単独での飛行が不可能なモビルスーツを搭載して空戦を行っている。
可変モビルスーツのレイダーガンダムは、モビルアーマー形態に変形することでMSを機体上部に搭載したまま飛行することが可能である。また、ジャスティスガンダムとその後継機インフィニットジャスティスガンダムは、背面に装備しているファトゥム-00（ファトゥム-01）がSFSとして機能する。
『機動戦士ガンダムSEED DESTINY』では、ほとんどの機体が単独での飛行能力を得たことで、新規のSFSは登場していない。ただしザクウォーリアなど飛行能力を持たない機体も新たに開発されており、グゥルの運用が引き続き行われている。

### 『機動戦士ガンダムAGE』
『機動戦士ガンダムAGE』においては、第3部にあたるキオ編にて、地球連邦軍の運用するSFSとしてウェイボードが登場する。ウェイボードは立方体状の胴体の四方に配置された高出力スラスターにより、上部にMS1機を搭載しての垂直離着陸や巡航飛行、および戦闘機動を可能としている。
第3部の時点においては可変モビルスーツであるクランシェが地球連邦軍の主力量産機となっており、ウェイボードはそれ以前に運用されていたジェノアスOカスタムやアデルマークIIなどといった通常のMSを支援するために運用されている。基本的に機体制御はMS側から行われるが、単体での自動飛行も可能であり、劇中では戦闘の他に解除不能な爆弾を上空で爆破処理する際にも使用された。

### 『ガンダム Gのレコンギスタ』
「リギルド・センチュリー」の世界を舞台とした作品『ガンダム Gのレコンギスタ』では、依然MSが高い飛行能力を持つ一方で、戦場への輸送や連携攻撃にSFSが多用されている。各陣営のいずれもが有人機で、武装も施され、輸送機も兼ねているために比較的広いキャビンを持つ機体もある。なお、SFS1機にMS2機が搭乗することも可能である。
- シングルエフラグ
- ダベー
- フライスコップ
- レイドル
- ビレイ

### 『機動戦士ガンダム 水星の魔女』
『機動戦士ガンダム 水星の魔女』においては、サブフライトシステムとしてティックバランが登場する。MSを積載する他に、牽引用のフックが装備されている。